# Бутуев, Марат Станиславович
Марат Станиславович Бутуев (род. 8 мая 1992, Беслан, Северо-Осетинская АССР) — российский футболист полузащитник.

## Карьера
Воспитанник осетинского футбола. Начинал свою карьеру в клубе ФАЮР. Затем некоторое время выступал за владикавказский «Спартак». С 2014 по 2016 годы играл в странах ближнего зарубежья за казахстанский «Атырау», грузинский «Цхинвали» и армянский «Алашкерт».
Зимой 2017 года перешел в российский клуб Второго дивизиона «Коломна». Затем с 2017 по 2018 год играл за любительские клубы «Кубанская корона» (Шевченко) и «Колос» (Центральный).
С 2019 до 2020 года выступал в составе клуба «Кубань Холдинг» из станицы Павловской, за который 20 июля 2019 года впервые сыграл в кубке России сезона 2019/20.